# Фавье, Шарль Николя
Шарль Николя Фавье (фр. Charles Nicolas Fabvier; 10 декабря 1782, Понт-а-Муссон, — 15 сентября 1855, Париж) — французский политический деятель и филэллин, барон.

## Революция и Империя
Во время якобинского террора Фавье ещё мальчиком был арестован вместе с матерью, но вскоре освобожден. Учился в Политехнической школе (École Polytechnique). В 1804 году вступил в 1-й Артиллерийский полк, принимал участие в Наполеоновских войнах. В неудачной для французов битве при Дирнштейне (11 ноября 1805 года) он своей отвагой спас корпус Мортье от окончательного уничтожения.
В 1807 году служил в Далмации под начальством генерала Мармона, который сделал его своим адъютантом. Тогда же был послан в Константинополь для укрепления турецкой столицы против ожидавшегося нападения англичан, затем в Персию, где он укрепил Исфаган (Испагань) на случай войны с Россией.
В 1811 году отправился в Испанию, где принял участие в нескольких сражениях. После неудачной Арапильской битвы (22 июля 1812 года), в которой был тяжело ранен Мармон, последний отправил Фавье к императору с подробным донесением о положении вещей. Фавье нагнал Наполеона уже на подъезде к Бородино и принял участие в Бородинской битве, в которой потерял правую ногу. Через несколько месяцев, однако, он вновь поступил в армию.
В марте 1814 года он, находясь под командой Мармона, защищал Париж; 31 марта был послан для заключения капитуляции Парижа, которую и подписал от имени маршалов Мармона и Мортье.

## Реставрация
После реставрации Бурбонов он присоединился к ним. Во время «Ста дней» он не принял поста, предложенного ему Наполеоном, но всё-таки вёл себя несколько двусмысленно и возбудил неудовольствие Людовика XVIII. В 1817 году он вместе с Мармоном был отправлен в Лион для расследования волнений и для их умиротворения. Его расследование было ведено с таким беспристрастием и настолько задело многих высокопоставленных лиц, что продолжение службы оказалось для него невозможным. Он занялся торговыми делами.
Полиция подозревала его в участии в политических заговорах и в 1822 году продержала его два месяца в тюрьме, но по недостатку улик освободила.
В 1823 году он отправился в Испанию и поступил там на военную службу к революционному испанскому правительству. Когда войска Людовика XVIII вступили в пределы Испании, Фавье сражался против них. После вступления французов в Мадрид Фавье бежал в Грецию.

## Греция
Принял у греческого полковника П. Родиоса командование Первым регулярным полком греческой армии, состоявшем из греков и добровольцев-филэллинов, во главе которого он принял участие в военных действиях против турок на Пелопоннесе. Греки нарекли французского искателя приключений: Κάρολος Φαβιέρος. В 1825 году он был послан греческим правительством в Англию, Германию, Швейцарию и Италию с целью побудить правительства к активному заступничеству за греков и вместе с тем для пропаганды филэллинизма.
В августе 1826 года Фавье двинулся к Афинам, которым угрожали войска Решида-паши; разбитый при Хайдаре, он должен был отступить, но в декабре вернулся с отрядом в 500 человек, ночью пробился через расположение турецких войск — и укрепился в Акрополе, который защищал вплоть до июня 1827 года. Мужественная защита Акрополя оказала громадную услугу делу освобождения Греции. Тем не менее его сдача и затем неудачная экспедиция на остров Хиос (1828) подорвала популярность Фавье среди греков, тем более, что Фавье принял участие в политических интригах, агитируя за молодого герцога Немурского как кандидата на греческий престол. Когда в Грецию был отправлен французский отряд, Фавье был к нему прикомандирован.
В 1830 году он принял участие в Июльской революции против Карла X, после чего был некоторое время начальником Генерального штаба парижской национальной гвардии.
После революции 1848 года временное правительство отправило его посланником в Константинополь. В 1849 году избран в законодательное собрание.
После его смерти в Афинах воздвигнута в его честь статуя.
Написал «Journal des opérations du VI corps pendant la campagne de 1814 en France» (П., 1819).